# 中國方志叢書

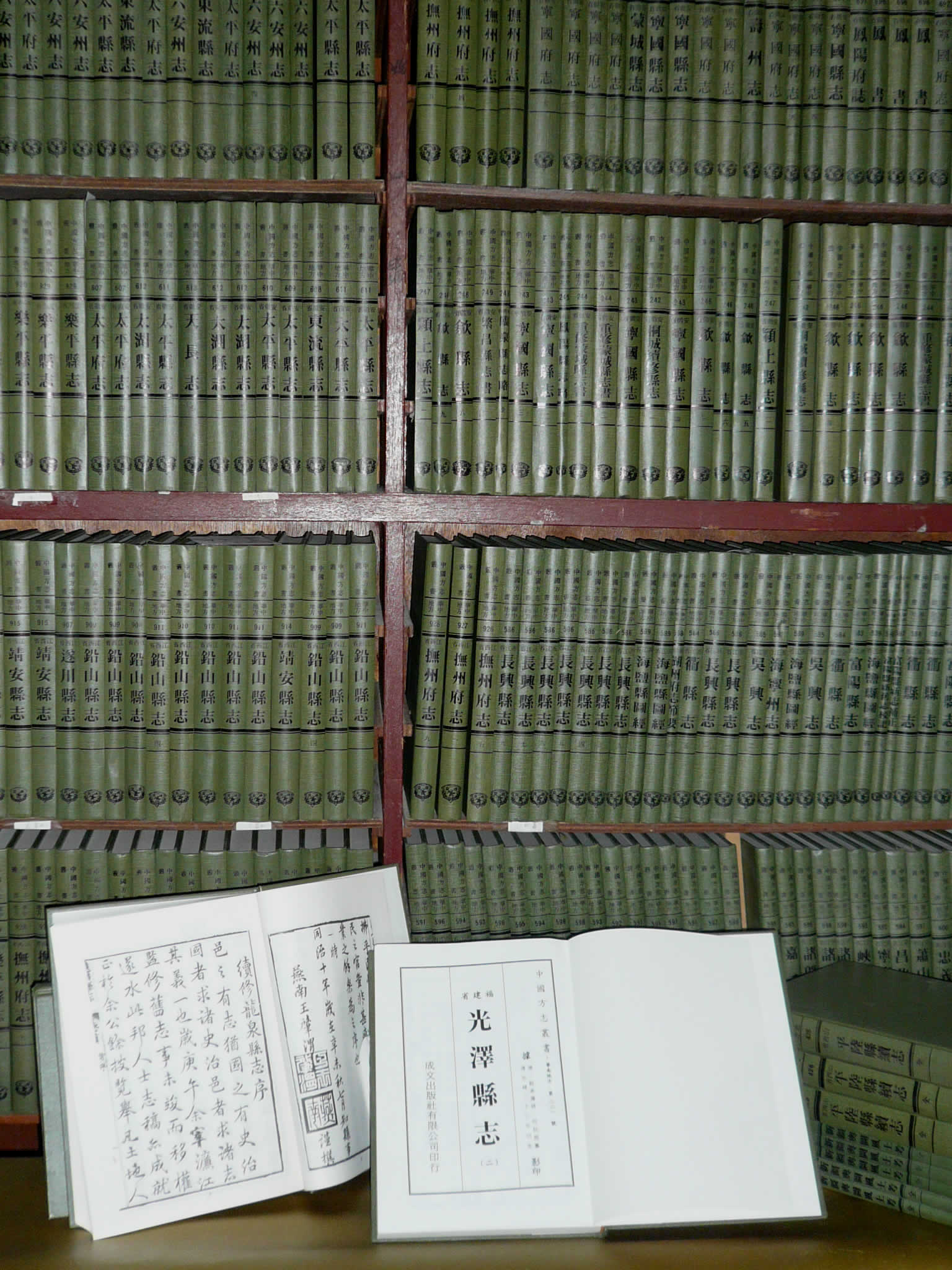
《中國方志叢書》書影

《中國方志叢書》書目封面

《中國方志叢書》是成文出版社有限公司發行的一套地方志叢書。
1966年开始，成文出版社陆续将台湾、日本、美国等地的各大图书馆、研究机构提供的大批地方志资料，整理汇编成《中国方志丛书》，分三期影印出版。第一期于1967年起出版，共825种、1,656册。第二期于1974年起出版，共882种、2,582种。 第三期的出版始于1983年，至2020年共出版1,066种、3,144册，三期合计3,260种、8,146种，目前仍在继续编印中。收录方志的底本为明、清和民国间地方志的刻本、石印本、铅印本及抄本等，集中国府、州、厅、县志之大成，兼收山志、水志、舆地图志、寺庙志、风土志等。《中国方志丛书》以地方志所属地区，依据民国三十七年（1948年）之行政区划进行排列。

## 外部鏈接
- 中國方志叢書目錄 （页面存档备份，存于）
- 李秉乾撰.  (PDF). . 2011: 69–95  [2023-05-18]. 原始内容存档于2023-05-18.